# Salomon Rosenblum
Salomon Aminyu Zalman Rosenblum (né le 2 juin 1896 à Ciechanowiec, et mort le 22 novembre 1959 à Meudon) est un physicien nucléaire. Il a notamment travaillé dans le laboratoire de Marie Curie et a dirigé deux laboratoires du CNRS.

## Biographie
Salomon Rosenblum est né à Ciechanowiec et émigre au Danemark puis en Suède. C'est la rencontre fortuite avec un assistant de Niels Bohr dans un café à Copenhague qui le pousse à abandonner une thèse de langues anciennes et à entreprendre des études dans le domaine de la physique nucléaire. Après des études à Berlin, il rejoint l'Institut du Radium à Paris en 1923. Sa thèse en 1928 porte sur la propagation du rayonnement α (l'une des formes de la désintégration radioactive) à travers la matière.
En 1929, il utilise l'électro-aimant de l'Académie des Sciences, sous la direction d'Aimé Cotton,  pour étudier le rayonnement α du Thorium C (désignation à l'époque du 212Bi). Ses recherches permettent de prouver que la raie unique attribuable aux rayons α du Thorium C est en réalité composée de six raies fines. Il continue ses recherches avec cet électro-aimant, à l'époque le plus puissant au monde, pour étudier le rayonnement d'autres radioélements (comme l'actinium en 1929 avec un specimen préparé par Marie Curie).
Grâce  à Louis Rapkine et la Fondation Rockefeller, il se réfugie de 1941 à 1944 aux États-Unis où il se lie d'amitié avec Albert Einstein. Après la Libération, il prend la direction d'un laboratoire du CNRS à Bellevue, puis à Orsay.

## Œuvres
- In der Fremde: Gedichte (À l'étranger: poèmes), 1923.
- Recherches expérimentales sur le passage des rayons alpha à travers la matière, 1928.
- Origine des rayons gamma, structure fine du spectre magnétique des rayons alpha, 1932.
- Œuvres de Salomon Rosenblum, 1968-1969.